# دایلن اینسرا
دایلن اینسرا (به انگلیسی: Dylan Inserra) ژیمناست زادهٔ ۲۲ مهٔ ۱۹۸۷ میلادی اهل شهر ریچاردسون کشور ایالات متحده آمریکا است.